# Friedrich Gottlob Leonhardi
Friedrich Gottlob Leonhardi (parfois aussi Friedrich Gottlieb ; né le 13 février 1757 à Dürrbach, Haute-Lusace et mort le 4 juillet 1814 à Leipzig) est un écrivain et économiste saxon.

## Biographie
Friedrich Gottlob Leonhardi est né dans le village agricole sorabe de Dürrbach le 13 février 1757 en tant que fils de l'administrateur d'entreprise Friedrich Gotthelf Leonhardi, qui s'occupe de l'économie du domaine von-Metzradian Dürrbach.
À l'âge de 18 ans, Leonhardi étudie au lycée de Bautzen de 1775 à 1778, puis étudie la philosophie et l'économie à l'université de Wittemberg jusqu'en 1781 et pendant une année supplémentaire à l'université de Leipzig. Il travaille ensuite comme précepteur privé à Leipzig pendant six ans avant de devenir maître à l'Université d'Iéna en 1788 et de donner quelques conférences sur l'économie et les sciences connexes.
Après un voyage pédagogique à travers la Franconie, le Palatinat et le long de la rive gauche du Rhin, Leonhardi retourne à l'Université de Leipzig et y termine son habilitation le 14 avril 1790 avec l'ouvrage Symbolae ad Historiam Agriculturae veterum Germanorum Specimen primum. Il enseigne ensuite l'économie à la faculté de philosophie et y est à partir du 8 décembre 1792 jusqu'à sa mort en 1814 professeur titulaire d'économie, de police et de science camérale.
Leonhardi est collégien du grand collège des princes depuis le 13 septembre 1805 et également assesseur du concile permanent depuis le 4 décembre 1805. Il est membre correspondant de l'Académie allemande des sciences naturelles Léopoldine, membre d'honneur de la Société ducale saxonne-Gotha de sylviculture et de chasse de Waltershausen et membre d'honneur de la Société d'économie de Leipzig.
Friedrich Gottlob Leonhardi décède à l'âge de 57 ans le 4 juillet 1814 à Leipzig le soir lors d'une promenade.

## Travaux
- Bildliche Darstellung aller bekannten Völker nach ihren Kleidertrachten, Sitten, Gewohnheiten und mit Beschreibung aus den besten Engl., Franz. und Ital. Werken, 24 Hefte. Leipzig 1798
- Leipzig um 1800, kommentierte und mit einem Register versehene Neuausgabe der Geschichte und Beschreibung der Kreis- und Handelsstadt Leipzig, 1799, hrg. v. Klaus Sohl, Lehmstedt Verlag (de), Leipzig, 2010,  (ISBN 978-3-942473-03-3)
- Erdbeschreibung der Churfürstlich- und Herzoglich-Sächsischen Lande, 4 Bände
  - Erdbeschreibung der Churfürstlich- und Herzoglich-Sächsischen Sächsischen Lande, bey Joh. Phil. Haugs Witwe, Leipzig 1788 Digitalisat
  - Erdbeschreibung der Churfürstlich- und Herzoglich-Sächsischen Sächsischen Lande, 1. Band, 3. Auflage, bei Johann Ambrosius Barth, Leipzig 1802 Digitalisat
  - Erdbeschreibung der Churfürstlich- und Herzoglich-Sächsischen Lande, 3. Band, 3. Auflage, bei Johann Ambrosius Barth, Leipzig 1804 Digitalisat
- Erdbeschreibung der Preußischen Monarchie, 5 Bände (siehe die Nachweise von Digitalisaten aller Bände bei Wikisource)
  - Band 3, Teil 1, Hemmerde und Schwetschke,  Halle 1792 (Digitalisat).
  - Erdbeschreibung der fränkischen Fürstenthümer Bayreuth und Ansbach
- Der Gartengesellschafter
- Magazin für das Jagd- und Forstwesen (Herausgeberschaft)
- Neues Wörterbuch der Forst- und Jagdwissenschaft